# Karl Philipp (Bildhauer)

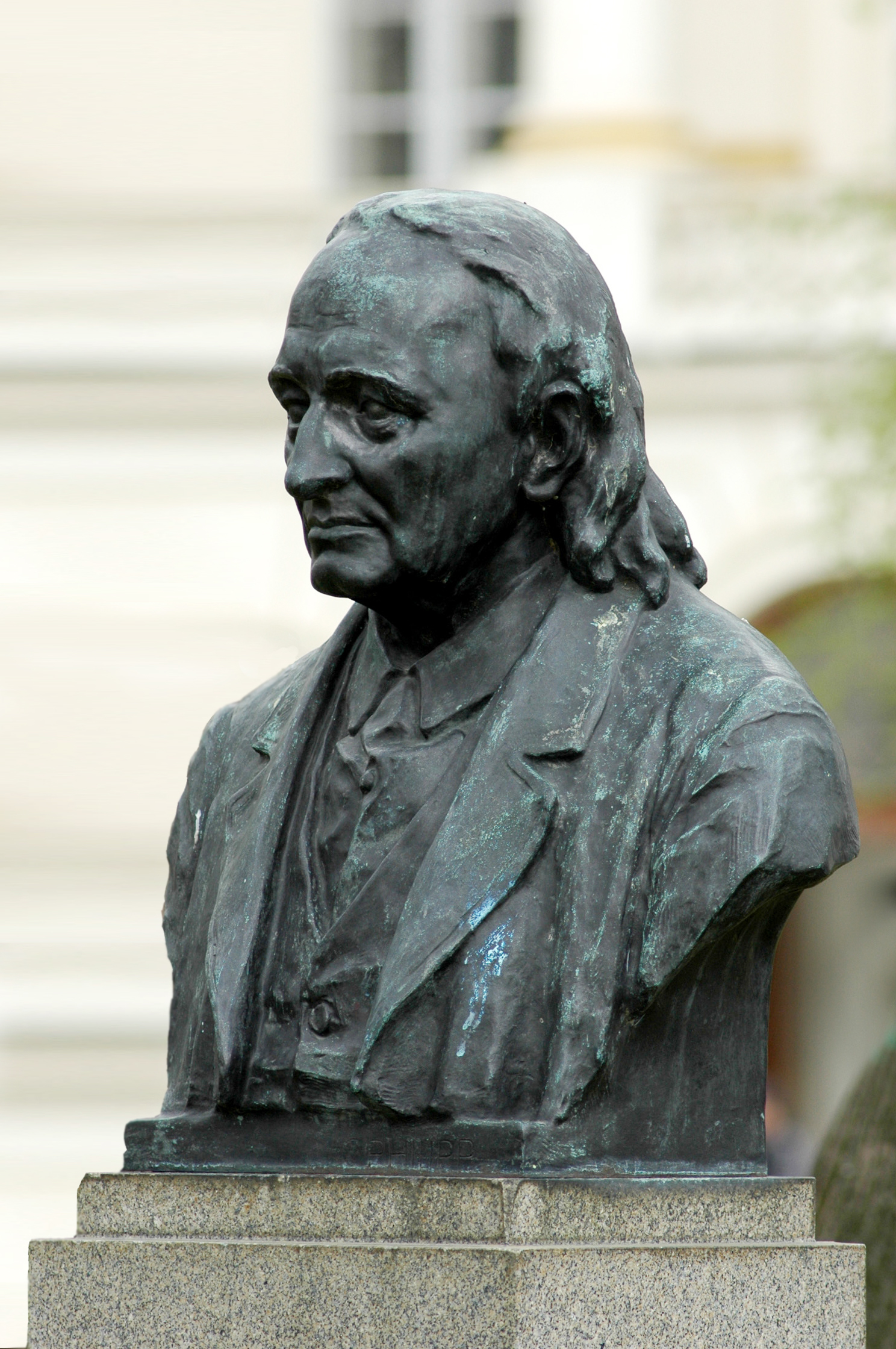
Denkmal Porträtbüste Josef Madersperger, Karlsplatz, Wien

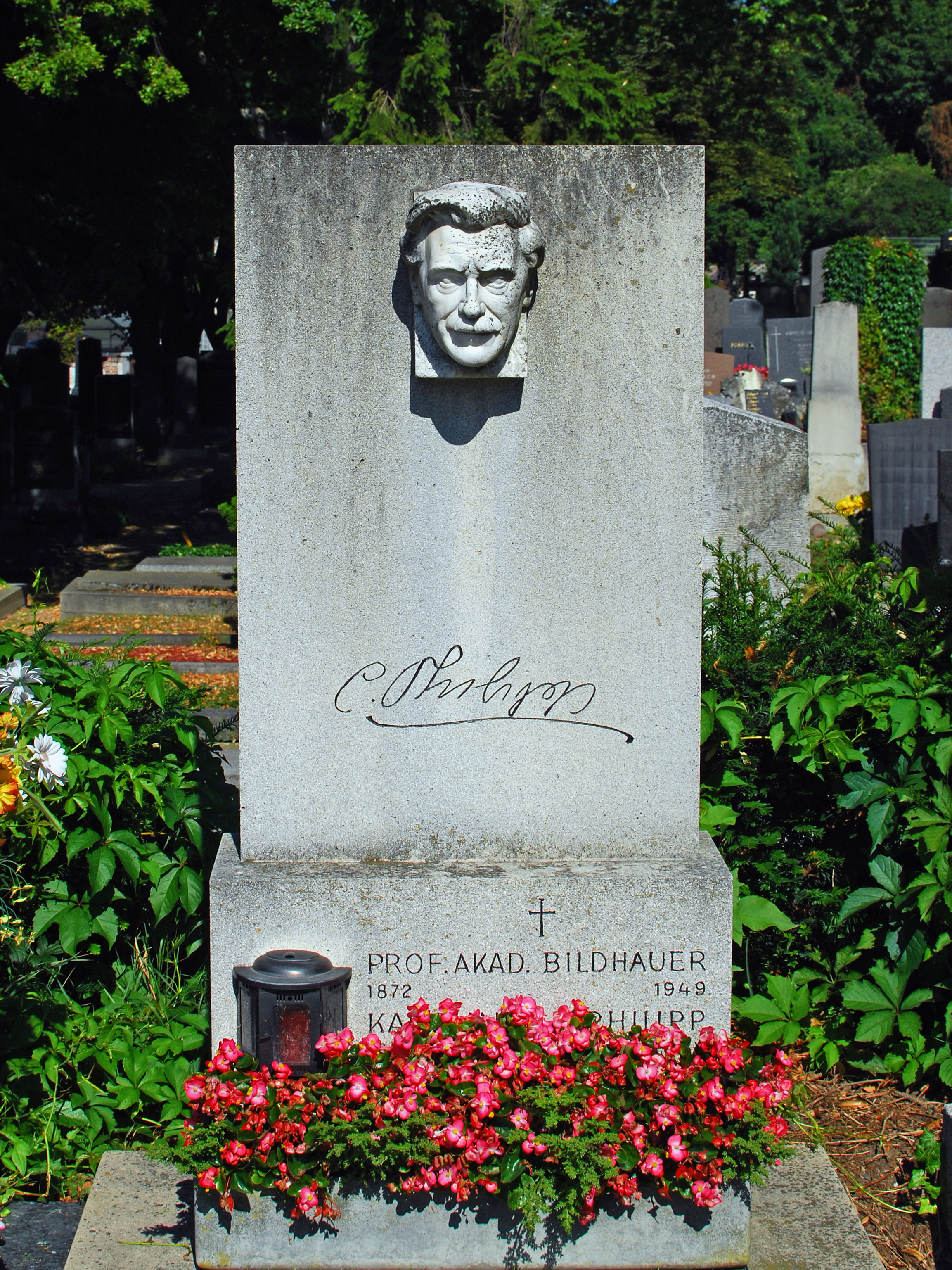
Grab des Karl Philipp am Dornbacher Friedhof

Carl Philipp (* 26. Oktober 1872 in Wien; † 15. Jänner 1949 ebenda), eigentlich Karl Philipp, war ein österreichischer Bildhauer und Medailleur.

## Leben
Philipp studierte an der Akademie der bildenden Künste in Wien in der Meisterklasse für Bildhauerei bei Carl Kundmann und Caspar von Zumbusch. Ab 1908 war er Mitglied des Wiener Künstlerhauses und schuf zahlreiche Denkmäler und Brunnen in der Stadt Wien.
Während des Ersten Weltkriegs wurde er 1916 als Kriegsbildhauer in die Kunstgruppe des k.u.k. Kriegspressequartiers aufgenommen und als frontdiensttauglicher Künstler der Ersatzkompanie des Feldjägerbataillons Karl von Kopal Nr. 10 in St. Pölten zugeteilt. 1917 arbeitete er in seinem Atelier in der Dornbacherstraße 4a in Wien-Hernals an der Neuuniformierung der k.u.k. Armee mit. Kurz vor Kriegsende erhielt Karl Philipp 1918 in Anerkennung seiner verdienstvollen Leistungen im Krieg das Ritterkreuz des Franz-Joseph-Ordens mit Kriegsdekoration. Am 9. November 1918 wurde er, gemeinsam mit allen anderen Künstlern der Kunstgruppe mit einem Alter über 42 Jahren, außer Stand gebracht.
In der Nachkriegszeit führte er das Adalbert-Stifter-Denkmal im Wiener Türkenschanzpark, das Josef-Madersperger-Denkmal am Karlsplatz und den Franziskusbrunnen in der Starchant-Siedlung aus. Philipp starb 77-jährig in seiner Heimatstadt Wien, er liegt am Dornbacher Friedhof (Gruppe 34, Nummer 53) begraben.

## Werke (Auszug)
- Statuette Der ungeliebte Musikant, Bronze patiniert, Höhe 29 cm[3]
- Statuette Kaiser Franz Joseph, 1914, Bronze vergoldet[4]
- Statuette Major, nach 1916, Bronze, 12 × 8,5 × 28 cm, Heeresgeschichtliches Museum, Wien
- Statuette Hauptmann, nach 1916, Lindenholz bemalt, 9 × 8 × 30 cm, Heeresgeschichtliches Museum, Wien
- Statuette Major, nach 1916, Lindenholz bemalt, 11,5 × 8,5 × 29,5 cm, Heeresgeschichtliches Museum, Wien
- Statuette Korporal, nach 1916, Lindenholz bemalt, 12 × 10,5 × 30 cm, Heeresgeschichtliches Museum, Wien